# تیم ملی فوتبال زنان ایالات متحده آمریکا
تیم ملی فوتبال زنان ایالات متحده آمریکا (به انگلیسی: United States women's national soccer team) نمایندهٔ زنان کشور ایالات متحده آمریکا در ردهٔ ملی است؛ که زیرنظر فدراسیون فوتبال آمریکا قرار دارد. این تیم با داشتن چهار عنوان قهرمانی (که شامل نخستین دوره جام جهانی زنان ۱۹۹۱ می‌شود)، چهار مدال طلای المپیک (به شمول نخستین دوره فوتبال زنان در المپیک ۱۹۹۶) و نهُ قهرمانی جام طلایی کونکاکاف زنان و داشتن ده عنوان قهرمانی در جام آلگاروه موفقترین تیم ملی فوتبال زنان در جهان است. این تیم در تمامی دوره‌های تاریخ جام جهانی فوتبال زنان و المپیک از سال ۱۹۹۱ تا ۲۰۱۵ (بجز حذف در مرحله حذفی المپیک ۲۰۱۶) موفق به دریافت مدال شده است.
پس از آنکه به‌طور متوسط سال ۲۰۰۳ تا ۲۰۰۹ در رتبه‌بندی فیفا مقام دوم جهانی را داشت توانست از مارس ۲۰۰۸ تا نوامبر ۲۰۱۴ به‌طور پیوسته رده ۱ رتبه‌بندی جهانی را داشته باشد. پس از آن تنها تیمی که به جز آمریکا توانسته به رتبه نخست رده‌بندی جهانی برسد تیم ملی فوتبال زنان آلمان است. تیم آمریکا در ۲۴ مارس ۲۰۱۷ به دلیل نتایجش در جام شی‌بیلیوز ۲۰۱۷ به رتبه دوم سقوط کرد. اما از ۲۳ ژوئن ۲۰۱۷ و پس از برد در بازی‌های دوستانه مقابل تیم‌های ملی روسیه، سوئد و بلژیک به ردهٔ نخست جهانی فیفا بازگشت. این تیم به عنوان تیم برگزیدهٔ المپیک در سال‌های ۱۹۹۷ و ۱۹۹۹ انتخاب شده است. اسپورتس ایلاستریتد تمامی اعضای این تیم را در سال ۱۹۹۹ به عنوان برترین چهره زن ورزشی سال انتخاب کرده است. این تیم در ۵ آوریل ۲۰۱۷ به توافق‌نامه جمعی در کنار دیگر عواملی که باعث افزایش دستمزد می‌شد دست یافت.

## تاریخچه

### ریشه‌های پیدایش تیم در دههٔ ۱۹۸۰
پس از ایجاد ماده قانونی ۹ که بخشی از متمم اصلاحات آموزشی در سال ۱۹۷۲ مربوط به از بین بردن تبعیض جنسیتی در برنامه‌هایی که بودجه خود را از بخش فدرال می‌گیرند بود باعث افزایش ایجاد تیم‌های دانشگاهی شد که در آن زمان فوتبال زنان به‌طور خاص محبوبیت زیادی را در سطح کشوری بدست آورد. فدراسیون فوتبال ایالات متحده آمریکا مایک رایان را برگزید تا فهرستی از بازیکنان دانشجو را انتخاب کند که در مندیالیتو (جام جهانی کوچک) شرکت کنند که اولین حضور آنها در رقابت‌های بین‌المللی فوتبال بود. نخستین بازی آنها در
تاریخ ۱۸ اوت ۱۹۸۵ در مقابل تیم ایتالیا بود که آنها نتیجه را ۱–۰ واگذار کردند و پس از باخت در بازی‌های باقی مانده به تیم‌های دانمارک و انگلستان به مقام چهارمی رسیدند.
با وجود باخت در این تورنومنت نخستین بازی در مقابل ایتالیا جایی بود که شعار معروف تیم که اوزا اوزا اوزا آ بود متولد شد. بازی و روحیه ورزشکاری تیم آمریکا بر روی تماشاگران ایتالیا تأثیر گذاشت و تشویق تیم آمریکا توسط تماشاگران ایتالیا شد که موجب تعجب تیم آمریکا شد تشویق تیم آمریکا که با تلفظ ایتالیایی اوزا که آمریکا معنی می‌دهد شد. اینچنین طرفداری از تیم زنان آمریکا باعث غافلگیری و تحت تأثیر قرار گرفتن این تیم شد تا جایی که آنها شعار خود را با همین تلفظ غلط به ایتالیایی‌ها اوزا اوزا اوزا آ برای جمع‌بندی صحبت میان بازیکنان که قبل شروع بازی است استفاده می‌کنند که میراث این تیم از سال ۱۹۸۵ است.
آنسون دورانس مربی تیم دانشگاه کارولینای شمالی به عنوان نخستین سرمربی تمام وقت تیم ملی فوتبال زنان ایالات متحده آمریکا در سال ۱۹۸۶ با هدف رفتن به دوره بعد مسابقات مندیالیتو و دیگر مسابقات استخدام شد. در نخستین مسابقات مندیالیتو تحت سرمربیگری آنسون دورانس تیم آمریکا موفق شد تا تیم‌های چین، برزیل و تیم ملی فوتبال زنان ژاپن را شکست دهد و به فینال برسد که در نهایت با شکست در مقابل ایتالیا به عنوان نایب قهرمانی در این رقابت‌ها رسید. او به جای بازی دادن به بازیکنان دانشجو که ترجیح فدراسیون بود به نوجوانان فرصت حضور در تیم ملی را داد که بعدها از آنها ستاره‌های آینده این تیم همچون میا هام ،جولی فائودی و کریستین لیلی بیرون آمدند. مسابقات دعوتی فیفا ۱۹۸۸ که در کشور چین و تحت نظارت فیفا جهت آزمایش امکانپذیر بودن برگزاری مسابقات قهرمانی زنان به‌طور معمول انجام می‌شد شرکت کرد و در دور یک چهارم نهایی به تیم ملی فوتبال زنان نروژ که نهایتاً قهرمان این دوره از رقابت‌ها شد باخت.

### سال‌های دههٔ ۱۹۹۰
پس از مسابقات ۱۹۸۸ فیفا مسابقات جدیدی را با نام نخستین دوره مسابقات قهرمانی فیفا ام اند ام کاپ تأسیس کرد که به آن پیشتر نام جام جهانی فوتبال را داده بودند. تیم ایالات متحده آمریکا با قهرمانی در
نخستین دورهٔ جام طلایی کونکاکاف زنان که در سال ۱۹۹۱ و در کشور هائیتی میزبانی می‌شد توانست با ۴۹ گل زده توسط خط حملهٔ خود و ۰ گل خورده جواز حضور در رقابت‌های جام جهانی فوتبال را بدست بیاورد. با چنیدن بازی تدارکاتی در مقابل رقیبان اروپایی به همراه خط حملهٔ این تیم معروف به شمشیر سه لبه که از سه بازیکن که متشکل از میچل ایکرز در پست مهاجم و وینگرها با نام‌های کرین جنینگز-گبرا و آپریل هینریخس بود به میدان رفتند.
در جام جهانی آنها در مرحله گروهی هر سه بازی خود را با پیروزی و با ۱۱ گل زده و ۲ گل خورده پشت سر گذاشتند. در نخستین بازی از مرحلهٔ گروهی تیم آمریکا به مصاف تیم ملی فوتبال زنان سوئد رفت که تا ابتدای نیمه دوم آنها ۳ گل از رقیب خود پیش بودند اما با پذیرفتن دو گل در اواخر بازی با نتیجهٔ ۳–۲ بازی را به نفع خود به پایان بردند. در ادامهٔ بازی‌های مرحلهٔ گروهی آنها ۵–۰ برزیل را شکست دادند و همین‌طور با نتیجهٔ بر ژاپن به پیروزی رسیدند و در گره خود اول شدند تا به دیدار یک چهارم نهایی برسند. در دیدار یک چهارم نهایی آنها با شکست تیم تایوان با نتیجه پر گل ۷–۰ که پنج گل ابتدایی این بازی را میچل ایکرز در پنجاه دقیقهٔ ابتدایی بازی به ثمر رساند پیروز این بازی شدند. در دیدار نیمه نهایی در مقابل تیم آلمان کرین جنینگز با زدن سه گل در نیمه اول هت تریک کرد و آمریکا حضور خود در فینال را با پیروزی ۵–۲ تثبیت کرد. پیروزی‌های پرگل و بی سابقهٔ این تیم توجه رسانه‌های آمریکا را به خود جلب کرد اما با این حال دیدار فینال در آمریکا از تلویزیون پخش زنده نشد. آمریکا با شکست ۲–۱ تیم ملی فوتبال زنان نروژ در دیدار پایانی که درمقابل چشمان ۶۵٬۰۰۰ نفر تماشاگر که در شهر گوانگ‌ژو و در ورزشگاه تیانهه برگزار می‌شد با دو گلی که میچل ایکرز زد موفق به کسب قهرمانی در نخستین دوره جام جهانی زنان شد. میچل ایکرز با ده گل زده به عنوان بهترین گلزن این دروه از رقابت‌ها شناخته شد. کرین جنینگز-گبرا نیز با دریافت توپ طلا عنوان بهترین بازیکن این مسابقات را از آن خود کرد. با وجود این قهرمانی تیم زنان آمریکا در گمنامی و با استقبال کمی در هنگام ورود به آمریکا در فرودگاه بین‌المللی جان اف کندی از سوی فدراسیون فوتبال آمریکا و کارکنان رسمی این فدراسیون قرار گرفت. این تیم با منابع و توجه کمتری از فدراسیون به دلیل توجه فدراسیون فوتبال آمریکا به جهت آنکه تمرکزش بر روی تیم ملی فوتبال مردان آمریکا برای آمادگی این تیم در جام جهانی فوتبال ۱۹۹۴ که در کشور آمریکا میزبانی می‌شد گذاشته بود روبرو شد. تیم زنان آمریکا پس از بازگشت از مسابقات تعطیل شد و تنها دوبار در سال ۱۹۹۲ بازی انجام داد. اما یک سال پس از آن تیم زنان آمریکا بازگشت تا مسابقاتی را در قبرس، کانادا و ایالات متحده انجام دهد که از جملهٔ این تورنمنت‌ها می‌توان به مسابقات قهرمانی جام کونکاکاف زنان ۱۹۹۳ اشاره کرد که آمریکا برای دومین بار قهرمان این بازی‌ها شد. با وجود این شرایط همچنان برنامه فوتبال ملی زنان آمریکا بهتر از تیم زنان کشور پیشین اتحاد شوروی بود که بازی فوتبال را به عنوان یک «بازی مردانه» می‌دانست.
تیم ملی فوتبال زنان آمریکا چندین بازی تدارکاتی جهت آمادگی برای حضور در جام جهانی فوتبال زنان ۱۹۹۵ و انتخابی این بازی‌ها انجام داد. نخستین این بازی‌های تدارکاتی شرکت در اولین دوره جام آلگاروه بود که در کشور پرتغال برگزار می‌شد. تیم آمریکا بازی‌های خود در این دوره از جام آلگاروه بازی‌های گروهی خود را برد. اما در بازی فینال مقابل تیم نروژ شکست خورد. پس از آن تیم آمریکا در جام چیکیتا که مسابقات تدارکاتی بود که در ماه اوت و در شرق آمریکا برگزار می‌شد در مقابل تیم‌های آلمان، چین و نروژ بازی کرد. در اوایل ماه اوت آنسون دورانس سرمربی تیم ملی فوتبال زنان آمریکا از سمت خود استعفا داد و جای او را دستیارش تونی دیسیکو دروازه‌بان پیشین تیم ملی مردان آمریکا گرفت. تونی دیسیکو به عنوان سرمربی به همراه تیم زنان آمریکا با ۳۶ گل زده و تنها یک گل خورده برندهٔ مسابقات قهرمانی جام کونکاکاف زنان ۱۹۹۴ شد.
در فوریهٔ سال ۱۹۹۵ یک برنامهٔ تمرینی به صورت دائمی و با تسهیلات کامل و کلینیک در سنفورد، فلوریدا افتتاح شد و مجموعه ای از بازی‌های دوستانهٔ برای این تیم نیز تدارک دیده شد که هزینهٔ آنها توسط شرکت نایکی پرداخت شد. تیم آمریکا در جام جهانی زنان با وجود یک تساوی ۳–۳ در الین بازی با چین در گروهش اول شد. تیم زنان آمریکا دروازه‌بان خود بریانا اسکری را در بازی بعدی به دلیل گرفتن کارت قرمز در این بازی از دست داد. تیم فوتبال زنان آمریکا در بازی یک چهارم نهایی در مقابل ژاپن به پیروزی ۴–۰ رسید. اما در بازی نیمه نهایی بازی را به تیم نروژ که نهایتاً قهرمان این دوره از مسابقات شد ۱–۰ نتیجه را واگذار کرد. در این دوره از مسابقات تیم زنان آمریکا با برد تسلی بخش مقابل تیم چین ۲–۰ بازی را برد و سوم شد.
تیم زنان آمریکا در المپیک ۱۹۹۶ که نخستین دورهٔ مسابقات فوتبال زنان در المپیک بود و در شهر آتلانتا، جورجیا و در کشور ایالات متحده آمریکا برگزار می‌شد موفق به کسب مدال طلا شد. جولی فائودی، کریستین لیلی و بقیهٔ بازیکنان تیم ۱۹۹۹ انقلابی را در بازی‌های تیمی زنان آمریکا به وجود آوردند. تاثیرگذارترین و به یادماندنی‌ترین برد این تیم مسلماً در جام جهانی فوتبال زنان ۱۹۹۹ برد ۵–۴ در مقابل تیم ملی فوتبال زنان چین بود که با ضربات پنالتی و پس از تساوی ۰–۰ در وقت اضافه بدست آمد. پس از این بردها آنها در سطح جهانی مطرح شدند و توجه زیاد رسانه‌ها را به فوتبال زنان و ورزشکاران زن فوتبال جلب کردند. در ۱۰ ژوئیهٔ ۱۹۹۹ بیش از ۹۰٬۰۰۰ نفر (بیشترین تعداد تماشاگر در فوتبال زنان و یکی از بیشترین تعداد تماشاگران در بازی‌های
فینال جهانی) ورزشگاه رز بول را پرکردند تا بازی فینال بین تیم زنان آمریکا را در مقابل چین ببینند. پس از چندین رفت برگشت نتیجهٔ این بازی در ۹۰ قانونی ۰–۰ به پایان رسید. در وقت‌های اضافه هم همین نتیجه حفظ شد تا بازی به ضربات پنالتی بکشد. بریانا اسکری ضربهٔ پنالتی سوم تیم چین را گرفت که نتیجه ۴–۴ بشود و در نهایت برندی کاستین آخرین پنالتی را برای آمریکا به گل تبدیل کرد تا تیم زنان آمریکا قهرمان بازی‌های جام جهانی فوتبال زنان ۱۹۹۹ شود. پس از زدن این ضربه پنالتی برندی کاستین برای جشن خوشحالی پس از گل به طرف تماشاگران بر روی زمین زانو زد و پیراهن خود را بالا داد و سینه‌بند ورزشی خود را نشان داد که به یکی از معروفترین صحنه‌های تاریخ ورزش فوتبال زنان تبدیل شد و عکس آن بر روی جلد مجلهٔ اسپورت ایلاسترید و مجلات و روزنامه‌های مختلف آمریکا و جهان رفت. این برد بر روی بسیاری از دختران تأثیر گذاشت تا جذب تیم ملی فوتبال زنان شوند.

## سال‌های دههٔ ۲۰۰۰
در جام جهانی فوتبال زنان ۲۰۰۳ تیم ملی زنان آمریکا در مرحلهٔ یک چهارم نهایی نروژ ۱–۰ پیروز شد اما در مرحلهٔ نیمه نهایی با نتیجهٔ ۰–۳ به تیم ملی فوتبال زنان آلمان باخت. پس از این بازی آنها با تیم کانادا بازی کردند و پس از شکست دادن این تیم در دیدار رده‌بندی با نتیجهٔ ۳–۱ مقام سوم این مسابقات را بدست آورد. ابی وامباک با سه گل زده بهترین گلزن تیم آمریکا بود. جوی فاست و شانون باکس توانستند عنوان بازیکنان تیم منتخب این مسابقات را برای خود بدست بیاورند.

### سال‌های دههٔ ۲۰۱۰
در یک چهارم نهایی جام جهانی فوتبال زنان ۲۰۱۱ در آلمان تیم آمریکا موفق شد تیم ملی فوتبال زنان برزیل را در ضربات پنالتی ۵–۳ شکست دهد. ابی وامباک با زدن گل تساوی در دقیقهٔ ۱۲۲ نتیجه را به تساوی ۲–۲ کشاند که این گل با رای به عنوان بهترین گل تاریخ فوتبال آمریکا و بهترین گل تاریخ جام جهانی زنان انتخاب شد.
پس از آن تیم آمریکا در دیدار نیمه نهایی فرانسه را با نتیجهٔ ۳–۱ شکست داد اما در دیدار فینال پس از تساوی ۱–۱ در وقت قانونی و  نتیجهٔ ۲–۲ در وقت اضافه بازی این بازی را با نتیجهٔ ۳–۱ در ضربات پنالتی به تیم ژاپن واگذار کرد. هوپ سولو عنوان بهترین دروازه‌بان این بازی‌ها را بدست آورد؛ و ابی وامباک نیز توپ نقره ای را به عنوان دومین بازیکن برتر این مسابقات از آن خود کرد.
در بازی‌های المپیک تابستانی ۲۰۱۲ تیم فوتبال زنان آمریکا مدال طلا را برای چهارمین بار در پنج حضوری که در المپیک داشته است را بدست آورد و تیم ژاپن را با نتیجهٔ ۲–۱ در مقابل چشمان ۸۰٬۲۰۳ نفر تماشاگر و طرفدار در ورزشگاه ومبلی شکست داد که این بازی رکورد پر تماشاگرترین بازی فوتبال زنان در المپیک را نیز به خود اختصاص داد. تیم آمریکا پس از برد ۴–۳ در وقت اضافه مقابل کانادا به دیدار فینال رسیدند تا در تا مقابل ژاپن بازی کنند. تیم فوتبال زنان آمریکا در المپیک ۲۰۱۲ لندن برای نخستین بار بدون باخت به دیدار نهایی رسید و با ۱۶ گل زده نام خود را در المپیک به ثبت رساند.
لیگ ملی فوتبال زنان آمریکا در سال ۲۰۱۳ آغاز به کار کرد و رقابت‌های سخت و فرصت‌های خوبی را برای بازیکنانی که در حاشیه فهرست تیم ملی قرار داشتند به وجود آورد.
تیم زنان آمریکا با زنجیر ۴۳ بازی بدون باخت که برای دو سال به طول انجامید که نخستین بازی این زنجیر بازی در جام آلگاروهٔ ۲۰۱۲ با برد ۴–۰ مقابل تیم ملی فوتبال زنان سوئد آغاز شد و با باخت در مقابل همین تیم در آلگاروه ۲۰۱۴ پاره شد.
آمریکا در بازی فینال جام جهانی فوتبال زنان ۲۰۱۵ تیم ملی فوتبال زنان ژاپن شکست داد و نخستین تیم فوتبال زنان در تاریخ شد که سه عنوان قهرمانی جام جهانی را بدست آورده است. در دقیقهٔ ۱۶ سریعترین هت تریک شروع بازی را در تاریخ جام جهانی ثبت کرد. در این بازی ابی وامباک که آخرین جام جهانی‌اش بود توسط تماشاچیان ایستاده مورد تحسین قرار گرفت و حضار تشویق شد. به دنبال این بازی در جام جهانی فوتبال زنان ۲۰۱۵ رژه نوارهای رنگی در شهر نیویورک مورد استقبال و احترام قرار گرفتند. همچنین این تیم نخستین تیم زنان بود که در کاخ سفید مورد استقبال رئیس‌جمهور باراک اوباما قرار گرفت.
در ۱۶ دسامبر ۲۰۱۵ باخت ۰–۱ به چین در آخرین بازی وامباک معنی نخستین باخت خانگی این تیم و از سال ۲۰۰۴ و پایان رکورد زنجیر ۱۰۴ بازی خانگی بدون باخت بود.
در بازی‌های المپیک تابستانی ۲۰۱۶ تیم آمریکا در دیدار یک چهارم نهایی در مقابل تیم ملی فوتبال زنان سوئد به تساوی رسید؛ و به دنبال آن در ضربات پنالتی تیم سوئد ۴–۳ در مقابل آمریکا به پیروزی رسید؛ که این برد باعث شد برای اولین بار تیم فوتبال زنان آمریکا به فینال المپیک نرسد. همچنین نخستین باری بود که تیم زنان آمریکا به دیدار نیمه نهایی یک تورنومنت بزرگ معتبر نرسد.
پس از شکست در المپیک ۲۰۱۶ در این سال آنها سه باخت خانگی را تجربه کردند. اگر برد در مقابل تیم برزیل نبود آمریکا ۴ باخت خانگی در یک سال را تجربه کرده بود آماری که هیچگاه از این تیم دیده نشده بود. در سال ۲۰۱۷ آنها دوازه بازی را در مقابل ۱۵ تیم برتر جهان انجام دادند.
در سال ۲۰۱۸ تیم آمریکا در دو تورنومنت مهم جام شی‌بیلیوز و مسابقات ملت‌ها قهرمان شد. و توانست جواز حضور در جام جهانی فوتبال زنان ۲۰۱۹ با نوار ۲۱ بازی بدون باخت و بدون شکست و زدن ۱۸ گل و بدون گل خورده در مرحل  انتخابی جام جهانی بدست بیاورد. در ۸ نوامبر ۲۰۱۸ تیم ملی زنان آمریکا ۵۰۰امین پیروزی تاریخ خود را با برد ۱–۰ مقابل پرتغال بدست آورد.
در ابتدای سال ۲۰۱۹ در یک بازی خارج خانه تیم آمریکا با نتیجهٔ ۳–۱ به فرانسه باخت تا نوار ۲۸ بازی بدون باخت (که آخرین باخت آنها مربوط به بازی ۰–۱ در مقابل تیم ملی فوتبال زنان استرالیا و در ماه ژوئیه ۲۰۱۷ برمی‌گشت) پاره شود.
تیم زنان آمریکا نخستین بازی خود را در جام جهانی فوتبال زنان ۲۰۱۹ با برد پرگل ۱۳–۰ در مقابل تیم ملی فوتبال زنان تایلند بدست آورد که این برد یک رکورد در تاریخ جام جهانی نیز به حساب می‌آید. الکس مورگن در این بازی از لحاظ رکورد گلزنی با میچل ایکرز که دارای پنج گل در یک بای جهانی بود برابر شد این در حالی بود که چهار نفر از هم تیمی های او نخستین گل جام جهانی خود را در این بازی‌ها زدند. آمریکا بازی بعدی خود را نیز در مقابل تیم ملی فوتبال زنان شیلی با پیروزی ۳–۰ پشت سر گذاشت و آخرین بازی مرحلهٔ گروهی خود را نیز در مقابل تیم ملی فوتبال زنان سوئد با نتیجهٔ ۲–۰ پیروز شد. و به عنوان تیم اول گروه F به مرحلهٔ بعد صعود کرد. در مرحلهٔ یک شانزدهم آنها در مقابل تیم ملی فوتبال زنان اسپانیا قرار گرفتند و با دو گلی که از نقطهٔ پنالتی توسط مگان رپینو زده شد این تیم را با نتیجهٔ ۲–۱ شکست دادند. آنها در بازی‌های بعدی خود با نتیجه ای مشابه ۲–۱ بر تیم‌های فرانسه و انگلستان غلبه کردند و رکورد سومین فینال جام جهانی پی در پی را برای خود ثبت کردند. در دیداری که آنها در مقابل تیم ملی فوتبال زنان هلند قرار گرفتند و در این بازی موفق شدند هلند را با نتیجهٔ ۲–۰ شکست دهند. این بازی در ۷ ژوئیهٔ ۲۰۱۹ انجام شد و برای نخستین بار در تاریخ جام جهانی فوتبال زنان آمریکا تنها تیمی شد که توانسته است چهار قهرمانی را برای خود ثبت کند.
در ۳۰ ژوئیهٔ جیل الیس اعلام کرد که با پایان ویکتوری تور جام جهانی در ۶ اکتبر ۲۰۱۹ از سمت سرمربیگری تیم آمریکا استعفا خواهد داد.
ولاتکو آندونوسکی در اکتبر ۲۰۱۹ به عنوان سرمربی جدید تیم فوتبال زنان ایالات متحده آمریکا استخدام شد تا به عنوان مربی جدید جای جیل الیس را بگیرد.

### سال‌های دههٔ ۲۰۲۰
تیم فوتبال زنان آمریکا دههٔ ۲۰۲۰ را با برد در بازیهای انتخابی المپیک کونکاکاف (که تیمهای صعود کننده به بازی‌های المپیک تابستانی ۲۰۲۰ را مشخص می‌کنند) و عنوان قهرمانی جام شی‌بیلیوز ۲۰۲۰ آغاز کرد.
در ابتدای ماه مارس فدراسیون فوتبال ایالات متحده آمریکا به دلیل دنیاگیری کووید-۱۹ بازیهای دوستانه برنامه‌ریزی شدهٔ تیم فوتبال زنان آمریکا با استرالیا و برزیل را لغو کرد. بعدتر و در همین ماه کمیته بین‌المللی المپیک (آی اُ سی) و دولت توکیو اعلام کردند که بازی‌های المپیک تابستانی ۲۰۲۰ تا ژوئیه ۲۰۲۱ به تعویق افتاده است.تیم آمریکا پس از آن با یک بازگشت پس از یک وقفه بازی دوستانه ای در مقابل تیم هلند انجام داد. رز لاوله و کریستی موویس دو گل برای تیم آمریکا به ثمر رساندند و این بازی با نتیجهٔ ۲–۰ به نفع تیم زنان آمریکا تمام شد.
در ۲۱ ژوئیهٔ ۲۰۲۱ تیم آمریکا در نخستین بازی گروه خود در المپیک ۲۰۲۰ مقابل تیم فوتبال زنان سوئد قرار گرفت و با نتیجهٔ ۳–۰ شکست خورد تا به نوار ۴۴ بازی بدون باخت خود پایان دهد.
تیم فوتبال زنان آمریکا با برد شش بر یک در دومین بازی گروهی خود در مقابل تیم ملی فوتبال زنان نیوزیلند پیش از بازی سوم گروهی آنها که با نتیجهٔ بدون گل به اتمام رسید موفق شد به عنوان تیم دوم به مرحلهٔ حذفی مسابقات صعود کند. در مرحله حذفی تیم آمریکا با هلند روبرو شد و به تساوی ۲–۲ رسید تا این بازی به پنالتی بکشد و تیم آمریکا در ضربات پنالتی به پیروزی برسد. تیم زنان آمریکا در مرحلهٔ نیمه نهایی با تیم ملی فوتبال زنان کانادا روبرو شد و با نتیجه یک بر صفر با ضربهٔ پنالتی که بازیکن کانادا جسی فلمینگ در مقابل این تیم به ثمر رساند شکست خورد. تیم فوتبال زنان آمریکا بار دیگر در دیدار رده‌بندی در مقابل تیم زنان استرالیا قرار گرفت تا با یک پیروزی ۳–۴, نخستین مدال برنز خود را در این بازی‌ها بدست بیاورد.

## تصویر تیم

### پوشش رسانه ای
پوشش تلویزیونی آمریکا برای پنج دوره جام جهانی فوتبال زنان از سال ۱۹۹۵ تا ۲۰۱۱ توسط شبکهٔ ای‌اس‌پی‌ان ای بی سی و یونیویزیون بوده است. اما حق پخش تلویزیونی برای سه جام جهانی زنان از ۲۰۱۵ تا ۲۰۲۳ به فاکس اسپورت و تلموندو داده شده است.
در سال ۲۰۱۴ توافقی صورت گرفت تا بازی‌های دیگر تیم ملی فوتبال زنان ایالات متحدهٔ آمریکا بین شبکه‌های ای اس پی ان، فاکس اسپورت و یونیویزیون تا پایان سال ۲۰۲۲ تقسیم پخش شود.
بازی‌های جام طلایی کونکاکاف زنان ۲۰۱۴ و جام آلگاروه ۲۰۱۵ توسط شبکهٔ فاکس اسپورت پخش شدند.
شبکهٔ ان‌بی‌سی اسپورت بازیهای المپیک ۲۰۳۲ را پخش خواهد کرد.
فینال جام جهانی فوتبال زنان ۱۹۹۹آمریکا مقابل چین رکورد بیشترین بینندهٔ تلویزیونی با متوسط ۱۸ میلیون بیننده در مسابقات فوتبال زنان را شکست که این رکورد تعداد بیشترین بیننده در بازیهای فوتبال پخش شده به زبان انگلیسی در ایالات متحده بود که تا زمانی که فینال جام جهانی فوتبال زنان ۲۰۱۵ بین تیمهای ایالات متحده و ژاپن برگزار شد و این رکورد شکسته شد.
فینال جام جهانی ۲۰۱۵ که بین تیمها ژاپن و ایالات متحده برگزار شد رکورد بیشترین بیننده در فوتبال زنان و مردان که از طریق تلویزیون پخش شده در آمریکا را به خود اختصاص داد.
در بازی فینال ۲۰۱۲ که بین تیم‌های فوتبال زنان ژاپن و آمریکا بود رکورد بیشترین تماشاچی فوتبال زنان در المپیک با تعداد ۸۰٬۰۲۳ نفر در ورزشگاه ومبلی
شکسته شد.

## چانه‌زنی دسته‌جمعی
در سال‌های اخیر بازیکنان تیم ملی فوتبال زنان ایالات متحده مبارزات قانونی‌ای را با فدراسیون فوتبال این کشور علیه تبعیض جنسیتی و به‌طور خاص دستمزد برابر با مردان آغاز کرده‌اند. این بازیکنان به دستمزدهای پایین خود در مقایسه با تیم ملی مردان آمریکا با وجود موفقیت‌های بیشتر زنان در مقایسه با تیم مردان اشاره می‌کنند. به‌طور مثال تیم مردان برای صعود به مرحلهٔ حذفی یک شانزدهم جام جهانی فوتبال ۲۰۱۴ جایزهٔ ۹ میلیون دلاری دریافت کرد در صورتی که تیم ملی فوتبال زنان آمریکا با وجود قهرمانی در جام جهانی فوتبال زنان ۲۰۱۵ تنها مبلغ ۲ میلیون دلار را دریافت کرد.
در آوریل سال ۲۰۱۶ پنج بازیکن فوتبال زنان آمریکا به همراه کمیسیون فرصت‌های شغلی برابر پرونده ای را برای اعمال تبعیض در دستمزد علیه فدراسیون فوتبال آمریکا تشکیل دادند. این گروه از بازیکنان متشکل از هوپ سولو، کارلی لوید، الکس مورگن، مگان رپینو و بکی سائربرن بود.
یک سال پس از آن و در آوریل ۲۰۱۷ اعلام شد که آنها به یک توافق جدید در چانه‌زنی دسته‌جمعی رسیدند. در این توافق ذکر شده بود که دستمزدهای پایه بهبود می‌یابند و پاداش‌ها افزایش خواهند یافت. این تغییرات ممکن است باعث افزایش دستمزد ۲۰۰٬۰۰۰ دلاری به ۳۰۰٬۰۰۰ دلاری شود. اما ضمانتی جهت برابری دستمزد با تیم مردان نخواهد بود. این توافق ۵ ساله (تا سال ۲۰۲۱) تضمین کرد که مذاکرات بعدی خللی برای تیم در مسابقات بزرگ بعدی ایجاد نخواهد کرد. همچنین با این کمیته توافق شد که دستمزد روزانه برای دوسال و به‌طور نابرابر با مردان پرداخت شود.
در ۸ مارس ۲۰۱۹ تمامی بازیکنان تیم ملی فوتبال زنان آمریکا یک پرونده قانونی را در مورد تبعیض جنسیتی علیه فدراسیون فوتبال آمریکا تشکیل دادند. این پرونده در دادگاه ناحیه‌ای ایالات متحده آمریکا و در لس آنجلس برگزار شد و فدراسیون فوتبال آمریکا را به تبعیض جنسیتی سازمانی متهم کرد. در این طرح دعوی در دادگاه ادعا شده است که این تبعیض نه تنها در مورد میزان دستمزد بوده است بلکه در بازی‌ها، تمرینات و وضعیت سفر و رفت آمدی آنها نیز اعمال می‌شده است.
در ۸ مارس ۲۰۲۱ در دومین سالگرد دعوی قضایی تبعیض پرداختی تیم ملی فوتبال زنان ایالات متحده دو نمایندهٔ زن کنگرهٔ آمریکا دوریس ماتسوی و رزا دلورو قانون اجرایی حقوق و دستمزد در سطح برابر ورزشکاران ما گلز (GOALS) را معرفی کرد تا اطمینان حاصل شود که اعضای تیم در مقایسه با تیم مردان ایالات متحده دستمزدهای منصفانه و عادلانه دریافت می‌کنند.
قانون گلز (GOALS) تهدید می‌کند که اگر فدراسیون فوتبال ایالات متحده آمریکا از اجرای آن پیروی نکند، بودجه فدرال برای جام جهانی ۲۰۲۶ را کاهش خواهد داد.
در ۲۲ فوریهٔ ۲۰۲۲ فدراسیون فوتبال ایالات متحده آمریکا موافقت کرد که این دعوی را با مبلغ ۲۴ میلیون دلار حل و فصل کند مشروط بر چانه زنی جدید تیم آمریکا.
۲۲ میلیون دلار به بازیکنان نامبرده در پرونده تعلق می‌گیرد، و ۲ میلیون دلار به بازیکنان پس از بازی کردن و سایر فعالیت‌های خیریه فوتبال زنان داده می‌شود.
در ۱۸ مهٔ ۲۰۲۲ تیم فوتبال زنان ایالات متحده به یک توافق در چانه زنی دسته جمعی رسید که تا سال ۲۰۲۸ اعتبار خواهد داشت و غرامت، پاداش و سایر شرایط کاری را بین بازی‌های دوستانه تیم‌های ملی زنان و مردان برابر می‌کند، بنابراین حل و فصل قانونی نهایی می‌شود.

## چمن مصنوعی
در کنار دعوی قضایی تبعیض پرداختی، بازیکنان تیم ملی فوتبال زنان آمریکا علیه سیاست‌های فیفا در رابطه با افزایش استفاده از چمن مصنوعی توسط فیفا در تورنومنتهای بزرگ فوتبال زنان از جمله بازیهای جام جهانی فوتبال زنان ۲۰۱۵ که در کانادا میزبانی می‌شد به مبارزه پرداختند. در این بازیها تیم فوتبال زنان آمریکا ۸ بازی از ۱۰ بازی خود را در زمین چمن مصنوعی انجام داد.
پیش از جام جهانی ۲۰۱۵ ابی وامباک یک دعوی قضایی در مورد تبعیض را به همراه دیگر ستارگان جهانی فوتبال زنان مارتای برزیلی، ساوا همر ژاپنی علیه فیفا آغاز کردند. این شکایت به دلیل شروع سریع مسابقات و عدم پاسخ‌دهی ای که بازیکنان شاکی انتظار داشتند منتفی شد.

## مسئولین تیم

### کادر مربیگری
| سمت               | نام               | تاریخ آغاز به کار | منبع.  |
| ----------------- | ----------------- | ----------------- | ------ |
| سرمربی            | ولاتکو آندونوفسکی | اکتبر ۲۰۱۹        | [ ۵۴ ] |
| کمک مربی          | میلان ایوانوویچ   | نوامبر ۲۰۱۹       | [ ۵۵ ] |
| کمک مربی          | تووایلا کیلگور    | فوریهٔ ۲۰۲۲        | [ ۵۶ ] |
| مربی دروازه بانان | فیلیپ پول         | ژانویهٔ ۲۰۲۰       | [ ۵۷ ] |

### کادر فنی
| سمت        | نام          | تاریخ آغاز به کار |
| ---------- | ------------ | ----------------- |
| مدیر ورزشی | ارنی استوارت | اوت ۲۰۱۹          |
| مدیر کل    | کیت مارکگریف | اوت ۲۰۱۹          |

## تیم

### ترکیب کنونی
بازیکنان فراخوانده شده برای بازیهای دوستانه به ترتیب مقابل  سوئد و  فرانسه در تاریخ ۱۰ و ۱۳ آوریل ۲۰۲۱
| ش. | پست       | بازیکن                                              | ت‌ت (سن)                  | بازی | گل  | باشگاه                 |
| -- | --------- | --------------------------------------------------- | ------------------------ | ---- | --- | ---------------------- |
| 1  | دروازه‌بان | آلیسا نایر                                          | ۲۰ آوریل ۱۹۸۸ ‏(۳۶ سال)   | 69   | 0   | شیکاگو رد استارز       |
| 18 | دروازه‌بان | جین کمپل                                            | ۱۷ فوریهٔ ۱۹۹۵ ‏(۳۰ سال)   | 5    | 0   | هیوستون دش             |
|    | دروازه‌بان | کیسی مورفی                                          | ۲۵ آوریل ۱۹۹۶ ‏(۲۸ سال)   | 0    | 0   | North Carolina Courage |
|    |           |                                                     |                          |      |     |                        |
| 4  | مدافع     | بکی سائربرن (کاپیتان)                               | ۶ ژوئن ۱۹۸۵ ‏(۳۹ سال)     | 184  | 0   | پورتلند تورنز          |
| 5  | مدافع     | کلی اوهارا                                          | ۴ اوت ۱۹۸۸ ‏(۳۶ سال)      | 136  | 2   | واشینگتن اسپیریت       |
| 7  | مدافع     | ابی دالکمپر                                         | ۱۳ مهٔ ۱۹۹۳ ‏(۳۱ سال)      | 66   | 0   | منچستر سیتی            |
| 12 | مدافع     | تییرنا دیویدسون                                     | ۱۹ سپتامبر ۱۹۹۸ ‏(۲۶ سال) | 29   | 1   | شیکاگو رد استارز       |
| 14 | مدافع     | امیلی سانت                                          | ۲۵ نوامبر ۱۹۹۳ ‏(۳۱ سال)  | 51   | 0   | واشینگتن اسپیریت       |
| 19 | مدافع     | کریستال دان                                         | ۳ ژوئیهٔ ۱۹۹۲ ‏(۳۲ سال)    | 111  | 24  | پورتلند تورنز          |
| 25 | مدافع     | Alana Cook                                          | ۱۱ آوریل ۱۹۹۷ ‏(۲۷ سال)   | 2    | 0   | پاری سن ژرمن           |
|    | مدافع     | Margaret Purce                                      | ۱۸ سپتامبر ۱۹۹۵ ‏(۲۹ سال) | 6    | 1   | گاتهام                 |
|    |           |                                                     |                          |      |     |                        |
| 3  | هافبک     | سم میواس                                            | ۹ اکتبر ۱۹۹۲ ‏(۳۲ سال)    | 72   | 21  | منچستر سیتی            |
| 8  | هافبک     | جولی جانستن                                         | ۶ آوریل ۱۹۹۲ ‏(۳۲ سال)    | 110  | 20  | شیکاگو رد استارز       |
| 9  | هافبک     | لیندزی هورن                                         | ۲۶ مهٔ ۱۹۹۴ ‏(۳۰ سال)      | 93   | 20  | پورتلند تورنز          |
| 16 | هافبک     | رز لاوله                                            | ۱۴ مهٔ ۱۹۹۵ ‏(۲۹ سال)      | 53   | 14  | منچستر سیتی            |
| 22 | هافبک     | [[کریستی مویس {{{last}}}\| کریستی مویس {{{last}}}]] | ۲۵ فوریهٔ ۱۹۹۱ ‏(۳۴ سال)   | 22   | 4   | هیوستون دش             |
|    | هافبک     | اندی سولیوان                                        | ۲۰ دسامبر ۱۹۹۵ ‏(۲۹ سال)  | 16   | 0   | واشینگتن اسپیریت       |
|    |           |                                                     |                          |      |     |                        |
| 2  | مهاجم     | Sophia Smith                                        | ۱۰ اوت ۲۰۰۰ ‏(۲۴ سال)     | 4    | 0   | پورتلند تورنز          |
| 6  | مهاجم     | [[ویلیامز {{{last}}} (()\| ویلیامز {{{last}}}]]     | ۲۱ مهٔ ۱۹۹۳ ‏(۳۱ سال)      | 34   | 10  | North Carolina Courage |
| 10 | مهاجم     | کارلی لوید                                          | ۱۶ ژوئیهٔ ۱۹۸۲ ‏(۴۲ سال)   | 301  | 124 | گاتهام                 |
| 13 | مهاجم     | الکس مورگان                                         | ۲ ژوئیهٔ ۱۹۸۹ ‏(۳۵ سال)    | 175  | 109 | اورلندو پراید          |
| 15 | مهاجم     | مگان رپینو                                          | ۵ ژوئیهٔ ۱۹۸۵ ‏(۳۹ سال)    | 175  | 59  | اوال‌رین                |
| 23 | مهاجم     | کریستن پرس                                          | ۲۹ دسامبر ۱۹۸۸ ‏(۳۶ سال)  | 144  | 60  | منچستر یونایتد         |

### دعوت‌شدگان اخیر
بازیکنان زیر نیز در ۱۲ ماه گذشته دعوت شدند.
| پست       | نام بازیکن      | تاریخ تولد (سن)         | بازی‌ | گل‌ | باشگاه                   | آخرین دعوت                     |
| --------- | --------------- | ----------------------- | ---- | -- | ------------------------ | ------------------------------ |
| دروازه‌بان | جین کمپل        | ۱۷ فوریهٔ ۱۹۹۵ ‏(۳۰ سال)  | 3    | 0  | هیوستون دش               | v. استرالیا; ۴ آوریل ۲۰۱۹ PRE  |
|           |                 |                         |      |    |                          |                                |
| مدافع     | کیسی شورت       | ۲۳ اوت ۱۹۹۰ ‏(۳۴ سال)    | 27   | 0  | شیکاگو رد استارز         | v. بلژیک; ۷ آوریل ۲۰۱۹ PRE     |
| مدافع     | امیلی فاکس      | ۵ ژوئیهٔ ۱۹۹۸ ‏(۲۶ سال)   | 3    | 0  | North Carolina Tar Heels | 2019 SheBelieves Cup           |
| مدافع     | مریت متیاس      | ۲ ژوئیهٔ ۱۹۹۰ ‏(۳۴ سال)   | 1    | 0  | North Carolina Courage   | 2019 SheBelieves Cup PRE       |
| مدافع     | هیلی میس        | ۲۴ مارس ۱۹۹۷ ‏(۲۷ سال)   | 3    | 0  | روزنگرد                  | 2018 CONCACAF Championship     |
| مدافع     | Jaelene Hinkle  | ۲۸ مهٔ ۱۹۹۳ ‏(۳۱ سال)     | 8    | 0  | North Carolina Courage   | 2018 CONCACAF Championship PRO |
| مدافع     | سوفیا اوئرتا    | ۱۴ دسامبر ۱۹۹۲ ‏(۳۲ سال) | 7    | 0  | هیوستون دش               | 2018 CONCACAF Championship PRO |
|           |                 |                         |      |    |                          |                                |
| هافبک     | اندی سولیوان    | ۲۰ دسامبر ۱۹۹۵ ‏(۲۹ سال) | 11   | 0  | واشینگتن اسپیریت         | v. بلژیک; ۷ آوریل ۲۰۱۹         |
| هافبک     | مک‌کال زربونی    | ۱۳ دسامبر ۱۹۸۶ ‏(۳۸ سال) | 9    | 0  | North Carolina Courage   | v. بلژیک; ۷ آوریل ۲۰۱۹         |
| هافبک     | دنیله کولاپریکو | ۶ مهٔ ۱۹۹۳ ‏(۳۱ سال)      | 2    | 0  | شیکاگو رد استارز         | 2019 SheBelieves Cup PRE       |
|           |                 |                         |      |    |                          |                                |
| مهاجم     | ساوانه مک‌کسکیل  | ۳۱ ژوئیهٔ ۱۹۹۶ ‏(۲۸ سال)  | 5    | 0  | شیکاگو رد استارز         | 2018 CONCACAF Championship PRO |
| مهاجم     | Kealia Ohai     | ۳۱ ژانویهٔ ۱۹۹۲ ‏(۳۳ سال) | 3    | 1  | هیوستون دش               | 2018 CONCACAF Championship PRO |
| مهاجم     | ایمی رودریگز    | ۱۷ فوریهٔ ۱۹۸۷ ‏(۳۸ سال)  | 132  | 30 | Utah Royals              | 2018 CONCACAF Championship PRO |
| مهاجم     | لین ویلیامز     | ۲۱ مهٔ ۱۹۹۳ ‏(۳۱ سال)     | 18   | 4  | North Carolina Courage   | 2018 CONCACAF Championship PRO |

|}

یادداشت:
- PRE: Preliminary squad
- PRO: Provisional roster

## برنامه‌ها و نتایج اخیر
در زیر لیستی از نتایج مسابقات در ۱۲ ماه گذشته و همچنین هر بازی در آینده که برنامه‌ریزی شده است آورده شده است.
      برذ
      تساوی
      باخت
      به تعویق افتاده

### ۲۰۲۱
| July 21 Olympics GS | سوئد                                 | ۳–۰   | ایالات متحده آمریکا | Tokyo, Japan                                                        |
| 04:30 ET            | - Blackstenius ۲۵'، ۵۴' - Hurtig ۷۲' | گزارش |                     | ورزشگاه: Tokyo Stadium تماشاگران: ۰ داور: Yoshimi Yamashita (Japan) |

| July 24 Olympics GS | نیوزیلند      | ۱–۶   | ایالات متحده آمریکا                                                                              | Saitama, Japan                                                               |
| 07:30 ET            | - Hassett ۷۲' | گزارش | - Lavelle ۹' - Horan ۴۵' - Erceg ۶۳' (گل‌به‌خودی) - Press ۸۰' - Morgan ۸۷' - Bott ۹۰+۳' (گل‌به‌خودی) | ورزشگاه: Saitama Stadium 2002 تماشاگران: ۰ داور: Stéphanie Frappart (France) |

| July 27 Olympics GS | ایالات متحده آمریکا | ۰–۰   | استرالیا | Kashima, Japan                                                 |
| 04:00 ET            |                     | گزارش |          | ورزشگاه: Kashima Stadium داور: Anastasia Pustovoitova (Russia) |

| July 30 Olympics QF                          | هلند               | ۲–۲ (و.ا.) (۲–۴ پنالتی)              | ایالات متحده آمریکا           | Yokohama, Japan                                                         |
| 07:00 ET                                     | - Miedema ۱۸'، ۵۴' | گزارش                                | - S. Mewis ۲۸' - Williams ۳۱' | ورزشگاه: International Stadium Yokohama داور: Kate Jacewicz (Australia) |
|                                              | ضربات پنالتی       |                                      |                               |                                                                         |
| - Miedema - Janssen - Van der Gragt - Nouwen |                    | - Lavelle - Morgan - Press - Rapinoe |                               |                                                                         |

| August 2 Olympics SF | ایالات متحده آمریکا | ۰–۱   | کانادا                 | Kashima, Japan                                           |
| 04:00 ET             |                     | گزارش | - Fleming ۷۵' (پنالتی) | ورزشگاه: Kashima Stadium داور: Kateryna Monzul (Ukraine) |

| August 5 Olympics 3rd | استرالیا                             | ۳–۴   | ایالات متحده آمریکا                  | Kashima, Japan                                             |
| 04:00 ET              | - Kerr ۱۷' - Foord ۵۴' - Gielnik ۹۰' | گزارش | - Rapinoe ۸'، ۲۱' - Lloyd ۴۵+۱'، ۵۱' | ورزشگاه: Kashima Stadium داور: Laura Fortunato (Argentina) |

| September 16 Friendly | ایالات متحده آمریکا                                                          | ۹–۰   | پاراگوئه | Cleveland, Ohio                                                                |
| 19:30 ET              | - Lloyd ۳'، ۶'، ۳۴'، ۳۸'، ۶۱' - Sullivan ۲۵'، ۴۹' - Williams ۳۰' - Heath ۸۶' | گزارش |          | ورزشگاه: FirstEnergy Stadium تماشاگران: ۱۴٬۱۱۷ داور: Karen Abt (United States) |

| September 21 Friendly | ایالات متحده آمریکا                                                          | ۸–۰   | پاراگوئه | Cincinnati, Ohio                                                             |
| 19:45 ET              | - Lavelle ۴' - Smith ۶' - Morgan ۸'، ۱۴'، ۵۳' - Macario ۱۵'، ۸۲' - Lloyd ۷۸' | گزارش |          | ورزشگاه: TQL Stadium تماشاگران: ۲۲٬۵۱۵ داور: Danielle Chesky (United States) |

| October 21 Friendly | ایالات متحده آمریکا | ۰–۰   | کرهٔ جنوبی | Kansas City, Kansas                                                                   |
| 20:00 ET            |                     | گزارش |           | ورزشگاه: Children's Mercy Park تماشاگران: ۱۸٬۴۶۷ داور: Katja Koroleva (United States) |

| October 26 Friendly | ایالات متحده آمریکا                                                                       | ۶–۰   | کرهٔ جنوبی | St. Paul, Minnesota                                                      |
| 20:00 ET            | - Horan ۹' - Cho ۴۵' (گل‌به‌خودی) - Morgan ۷۰' - Rapinoe ۸۵' - Lavelle ۸۹' - Williams ۹۰+۲' | گزارش |           | ورزشگاه: Allianz Field تماشاگران: ۱۸٬۱۱۵ داور: Karen Abt (United States) |

| November 26 Friendly | استرالیا | ۰–۳   | ایالات متحده آمریکا                           | سیدنی، استرالیا                                                                 |
| 23:00 ET             |          | گزارش | - Hatch ۱' - Lavelle ۴۹' - Horan ۶۸' (پنالتی) | ورزشگاه: Stadium Australia تماشاگران: ۳۶٬۱۰۹ داور: Hyeon Jeong Oh (South Korea) |

| November 30 Friendly | استرالیا    | ۱–۱   | ایالات متحده آمریکا | Newcastle, Australia                                                              |
| 04:05 ET             | - Simon ۸۸' | گزارش | - Hatch ۴'          | ورزشگاه: McDonald Jones Stadium تماشاگران: ۲۰٬۴۹۵ داور: Seijin Park (South Korea) |

### ۲۰۲۲
| February 17 SheBelieves Cup | ایالات متحده آمریکا | ۰–۰   | چک | Carson, California                                                                     |
| 23:00 ET                    |                     | گزارش |    | ورزشگاه: Dignity Health Sports Park تماشاگران: ۷٬۳۳۳ داور: Laura Fortunato (Argentina) |

| February 20 SheBelieves Cup | ایالات متحده آمریکا                                                           | ۵–۰   | نیوزیلند | Carson, California                                                                       |
| 15:00 ET                    | - Moore ۵' (گل‌به‌خودی)، ۶' (گل‌به‌خودی)، ۳۶' (گل‌به‌خودی) - Hatch ۵۱' - Pugh ۹۰+۳' | گزارش |          | ورزشگاه: Dignity Health Sports Park تماشاگران: ۱۶٬۵۸۷ داور: Maria Belen Carvajal (Chile) |

| February 23 SheBelieves Cup | ایالات متحده آمریکا                            | ۵–۰   | ایسلند | Frisco, Texas                                                               |
| 21:00 ET                    | - Macario ۳۷'، ۴۵' - Pugh ۶۰'، ۷۵' - Mewis ۸۸' | گزارش |        | ورزشگاه: Toyota Stadium تماشاگران: ۷٬۴۴۴ داور: Edina Alves Batista (Brazil) |

| April 9 Friendly | ایالات متحده آمریکا                                                                                  | ۹–۱   | ازبکستان       | Columbus, Ohio                                                                  |
| 17:30 ET         | - Sullivan ۲۶' - Pugh ۲۷' - Smith ۳۳'، ۳۵'، ۵۶' - Macario ۴۶' - Howell ۶۴' - Hatch ۸۶' - Sanchez ۹۰' | گزارش | - Norboeva ۷۰' | ورزشگاه: Lower.com Field تماشاگران: ۱۲٬۰۷۱ داور: Katja Koroleva (United States) |

| April 12 Friendly | ایالات متحده آمریکا                                                                                                | ۹–۰   | ازبکستان | Chester, Pennsylvania                                                      |
| 19:00 ET          | - Zaripova ۱' (گل‌به‌خودی) - Macario ۱۲'، ۴۵+۲' - Pugh ۱۴' - Lavelle ۲۵'، ۲۷' - Rodman ۷۱' - Purce ۸۵' - Sanchez ۹۰' | گزارش |          | ورزشگاه: Subaru Park تماشاگران: ۱۱٬۳۷۳ داور: Natalie Simon (United States) |

| June 25 Friendly | ایالات متحده آمریکا               | ۳–۰   | کلمبیا | Commerce City, Colorado                                                                  |
| 19:30 ET         | - Smith ۵۴'، ۶۰' - Kornieck ۹۰+۱' | گزارش |        | ورزشگاه: Dick's Sporting Goods Park تماشاگران: ۱۷٬۱۴۳ داور: Carly Shaw-Maclaren (Canada) |

| June 28 Friendly | ایالات متحده آمریکا                   | ۲–۰   | کلمبیا | Sandy, Utah                                                                       |
| 22:00 ET         | - Vanegas ۲۲' (گل‌به‌خودی) - O'Hara ۷۷' | گزارش |        | ورزشگاه: Rio Tinto Stadium تماشاگران: ۱۶٬۰۷۷ داور: Katja Koroleva (United States) |

| July 4 CONCACAF Championship GS | ایالات متحده آمریکا           | ۳–۰   | هائیتی | San Nicolás de los Garza, Mexico                                                     |
| 19:00 ET                        | - Morgan ۱۶'، ۲۳' - Purce ۸۴' | گزارش |        | ورزشگاه: Estadio Universitario تماشاگران: ۵٬۳۴۵ داور: Marie-Soleil Beaudoin (Canada) |

| July 7 CONCACAF Championship GS | جامائیکا | ۰–۵   | ایالات متحده آمریکا                                            | Guadalupe, Mexico                                                      |
| 19:00 ET                        |          | گزارش | - Smith ۵'، ۸' - Lavelle ۵۹' - Mewis ۸۳' (پنالتی) - Rodman ۸۶' | ورزشگاه: Estadio BBVA تماشاگران: ۳٬۱۵۰ داور: Melissa Borjas (Honduras) |

| July 11 CONCACAF Championship GS | ایالات متحده آمریکا | ۱–۰   | مکزیک | San Nicolás de los Garza, Mexico                                                |
| 22:00 ET                         | - Mewis ۸۹'         | گزارش |       | ورزشگاه: Estadio Universitario تماشاگران: ۲۰٬۵۲۲ داور: Myriam Marcotte (Canada) |

| July 14 CONCACAF Championship SF | ایالات متحده آمریکا                        | ۳–۰   | کاستاریکا | San Nicolás de los Garza, Mexico                                                 |
|                                  | - Sonnett ۳۴' - Pugh ۴۵+۴' - Sanchez ۹۰+۵' | گزارش |           | ورزشگاه: Estadio Universitario تماشاگران: ۲٬۵۳۷ داور: Astrid Gramajo (Guatemala) |

| July 18 CONCACAF Championship F | ایالات متحده آمریکا | v     | کانادا | Guadalupe, Mexico                                 |
|                                 |                     | گزارش |        | ورزشگاه: Estadio BBVA داور: Katia García (Mexico) |

| September 3 Friendly | ایالات متحده آمریکا | v | نیجریه | Kansas City, Kansas            |
| 13:00 ET             |                     |   |        | ورزشگاه: Children's Mercy Park |

| September 6 Friendly | ایالات متحده آمریکا | v | نیجریه | Washington, D.C.    |
| 18:00 ET             |                     |   |        | ورزشگاه: Audi Field |

- USWNT Schedule
- USWNT Results
- USA: Fixtures and Results – FIFA.com

## رکورد رقابتی
برای دیدن نتایج مسابقات کوچک تاریخجه بازیهای تیم ملی فوتبال زنان ایالات متحده را ببینید.

### نتایج تمام دوران
| سال   | بازی | برد | تساوی | باخت | گل زده | گل خورده | ورزشکار سال      | بهترین گلزن             | G  | بهترین پاسر                    | A  | مربی                    | نتیجه مهم‌ترین رقابت            |
| ----- | ---- | --- | ----- | ---- | ------ | -------- | ---------------- | ----------------------- | -- | ------------------------------ | -- | ----------------------- | ------------------------------ |
| ۱۹۸۵  | ۴    | ۰   | ۱     | ۳    |        |          | شارون رمر        | میچل ایکرز              | ۲  |                                |    | مایک رایان              |                                |
| ۱۹۸۶  | ۶    | ۴   | ۰     | ۲    |        |          | آپریل هینریخس    | Marcia McDermott        | ۴  |                                |    | آنسون دورانس            |                                |
| ۱۹۸۷  | ۱۱   | ۶   | ۱     | ۴    |        |          | کرین جنینگز-گبرا | آپریل هینریخس           | ۷  |                                |    | آنسون دورانس            |                                |
| ۱۹۸۸  | ۸    | ۳   | ۲     | ۳    |        |          | جوی فاست         | کرین جنینگز-گبرا        | ۵  | کرین جنینگز-گبرا، کریستین لیلی | ۲  | آنسون دورانس            |                                |
| ۱۹۸۹  | ۱    | ۰   | ۱     | ۰    |        |          | آپریل هینریخس    | (نداشت)                 |    | (نداشت)                        |    | آنسون دورانس            |                                |
| ۱۹۹۰  | ۶    | ۶   | ۰     | ۰    |        |          | میچل ایکرز       | میچل ایکرز              | ۹  | کریستین لیلی                   | ۳  | آنسون دورانس            |                                |
| ۱۹۹۱  | ۲۸   | ۲۱  | ۱     | ۶    |        |          | میچل ایکرز       | میچل ایکرز              | ۳۹ | کرین جنینگز-گبرا               | ۲۱ | آنسون دورانس            | جام جهانی فوتبال (قهرمان)      |
| ۱۹۹۲  | ۲    | ۰   | ۰     | ۲    |        |          | کرین جنینگز-گبرا | (3 players tied)        | ۱  | تیشا ونچورینی                  | ۲  | آنسون دورانس            |                                |
| ۱۹۹۳  | ۱۷   | ۱۳  | ۰     | ۴    |        |          | کریستین لیلی     | میا هام                 | ۱۰ | میچل ایکرز                     | ۶  | آنسون دورانس            |                                |
| ۱۹۹۴  | ۱۳   | ۱۲  | ۰     | ۱    |        |          | میا هام          | میچل ایکرز              | ۱۱ | میچل ایکرز                     | ۷  | آنسون دورانس            |                                |
| ۱۹۹۵  | ۲۳   | ۱۹  | ۲     | ۲    |        |          | میا هام          | میا هام                 | ۱۹ | میا هام                        | ۱۸ | تونی دیسیکو             | جام جهانی فوتبال (مقام سوم)    |
| ۱۹۹۶  | ۲۴   | ۲۱  | ۲     | ۱    |        |          | میا هام          | تیفنی میلبرت            | ۱۳ | میا هام                        | ۱۸ | تونی دیسیکو             | بازی‌های المپیک (مدال طلا)      |
| ۱۹۹۷  | ۱۸   | ۱۶  | ۰     | ۲    |        |          | میا هام          | میا هام                 | ۱۸ | تیفنی میلبرت                   | ۱۴ | تونی دیسیکو             |                                |
| ۱۹۹۸  | ۲۵   | ۲۲  | ۲     | ۱    |        |          | میا هام          | میا هام                 | ۲۰ | میا هام                        | ۲۰ | تونی دیسیکو             |                                |
| ۱۹۹۹  | ۲۹   | ۲۵  | ۲     | ۲    |        |          | میچل ایکرز       | تیفنی میلبرت            | ۲۱ | میا هام                        | ۱۶ | تونی دیسیکو             | جام جهانی فوتبال (قهرمان)      |
| ۲۰۰۰  | ۴۱   | ۲۶  | ۹     | ۶    |        |          | تیفنی میلبرت     | سیندی پارلو کون         | ۱۹ | میا هام                        | ۱۴ | L. Gregg, آپریل هینریخس | بازی‌های المپیک (مدال نقره)     |
| ۲۰۰۱  | ۱۰   | ۳   | ۲     | ۵    |        |          | تیفنی میلبرت     | تیفنی میلبرت            | ۳  | میا هام                        | ۲  | آپریل هینریخس           |                                |
| ۲۰۰۲  | ۱۹   | ۱۵  | ۲     | ۲    |        |          | شانون مک‌میلان    | شانون مک‌میلان           | ۱۷ | الی وگنر                       | ۱۱ | آپریل هینریخس           |                                |
| ۲۰۰۳  | ۲۳   | ۱۷  | ۴     | ۲    |        |          | ابی وامباک       | ابی وامباک              | ۹  | میا هام                        | ۹  | آپریل هینریخس           | جام جهانی فوتبال (مقام سوم)    |
| ۲۰۰۴  | ۳۴   | ۲۸  | ۴     | ۲    |        |          | ابی وامباک       | ابی وامباک              | ۳۱ | میا هام                        | ۲۲ | آپریل هینریخس           | بازی‌های المپیک (مدال طلا)      |
| ۲۰۰۵  | ۹    | ۸   | ۱     | ۰    |        |          | کریستین لیلی     | کریستی ولش              | ۷  | الی وگنر، ابی وامباک           | ۵  | گرگ رایان               |                                |
| ۲۰۰۶  | ۲۲   | ۱۸  | ۴     | ۰    |        |          | کریستین لیلی     | ابی وامباک              | ۱۷ | ابی وامباک                     | ۸  | گرگ رایان               |                                |
| ۲۰۰۷  | ۲۴   | ۱۹  | ۴     | ۱    |        |          | ابی وامباک       | ابی وامباک              | ۲۰ | کریستین لیلی                   | ۸  | گرگ رایان               | جام جهانی فوتبال (مقام سوم)    |
| ۲۰۰۸  | ۳۶   | ۳۳  | ۲     | ۱    |        |          | کارلی لوید       | تاشا کائی               | ۱۵ | هدر اورایلی، ابی وامباک        | ۱۰ | پیا سوندهاگه            | بازی‌های المپیک (مدال طلا)      |
| ۲۰۰۹  | ۸    | ۷   | ۱     | ۰    |        |          | هوپ سولو         | (3 players tied)        | ۲  | هدر اورایلی                    | ۳  | پیا سوندهاگه            |                                |
| ۲۰۱۰  | ۱۸   | ۱۵  | ۲     | ۱    |        |          | ابی وامباک       | ابی وامباک              | ۱۶ | لوری لیندزی                    | ۷  | پیا سوندهاگه            |                                |
| ۲۰۱۱  | ۲۰   | ۱۳  | ۴     | ۳    |        |          | ابی وامباک       | ابی وامباک              | ۸  | لارن هالیدی، مگان رپینو        | ۵  | پیا سوندهاگه            | جام جهانی فوتبال (نایب قهرمان) |
| ۲۰۱۲  | ۳۲   | ۲۸  | ۳     | ۱    |        |          | الکس مورگان      | الکس مورگان             | ۲۸ | الکس مورگان                    | ۲۱ | پیا سوندهاگه، جیل الیس  | بازی‌های المپیک (مدال طلا)      |
| ۲۰۱۳  | ۱۶   | ۱۳  | ۳     | ۰    |        |          | ابی وامباک       | ابی وامباک              | ۱۱ | لارن هالیدی، ابی وامباک        | ۶  | تام سرمانی              |                                |
| ۲۰۱۴  | ۲۴   | ۱۶  | ۵     | ۳    |        |          | لارن هالیدی      | کارلی لوید              | ۱۵ | کارلی لوید                     | ۸  | تام سرمانی، جیل الیس    |                                |
| ۲۰۱۵  | ۲۷   | ۲۰  | ۵     | ۲    |        |          | کارلی لوید       | کارلی لوید              | ۱۸ | مگان رپینو                     | ۱۰ | جیل الیس                | جام جهانی فوتبال (قهرمان)      |
| ۲۰۱۶  | ۲۵   | ۲۲  | ۰     | ۳    |        |          | توبین هیت        | کارلی لوید، الکس مورگان | ۱۷ | کارلی لوید                     | ۱۱ | جیل الیس                |                                |
| ۲۰۱۷  | ۱۶   | ۱۲  | ۱     | ۳    |        |          | جولی جانستن      | الکس مورگان             | ۷  | مگان رپینو                     | ۵  | جیل الیس                |                                |
| ۲۰۱۸  | ۲۰   | ۱۸  | ۲     | ۰    |        |          | الکس مورگان      | الکس مورگان             | ۱۸ | مگان رپینو                     | ۱۲ | جیل الیس                |                                |
| مجموع | ۶۳۹  | ۴۹۹ | ۷۰    | ۷۰   | ۱٬۱۶۲  | ۲۵۰      | –                |                         |    |                                |    |                         |                                |

منابع

### مسابقات بزرگ
The two highest-profile tournaments the U.S. team participates in are the quadrennial جام جهانی فوتبال زنان and the quadrennial فوتبال در بازی‌های المپیک تابستانی.

#### جام جهانی
این تیم تا سال ۲۰۱۹ در هر جام جهانی فوتبال زنان شرکت کرده و در هر یک مدال کسب کرده است.
| سال   | نتیجه       | بازی‌های | بردها | تساوی‌ها | باخت‌ها | گل‌های زده | گل‌های خورده | مربی          |
| ----- | ----------- | ------- | ----- | ------- | ------ | --------- | ----------- | ------------- |
| ۱۹۹۱  | قهرمان      | ۶       | ۶     | ۰       | ۰      | ۲۵        | ۵           | آنسون دورانس  |
| ۱۹۹۵  | مقام سوم    | ۶       | ۴     | ۱       | ۱      | ۱۵        | ۵           | تونی دیسیکو   |
| ۱۹۹۹  | قهرمان      | ۶       | ۵     | ۱       | ۰      | ۱۸        | ۳           | تونی دیسیکو   |
| ۲۰۰۳  | مقام سوم    | ۶       | ۵     | ۰       | ۱      | ۱۵        | ۵           | آپریل هینریخس |
| ۲۰۰۷  | مقام سوم    | ۶       | ۴     | ۱       | ۱      | ۱۲        | ۷           | گرگ رایان     |
| ۲۰۱۱  | نایب قهرمان | ۶       | ۳     | ۲       | ۱      | ۱۳        | ۷           | پیا سوندهاگه  |
| ۲۰۱۵  | قهرمان      | ۷       | ۶     | ۱       | ۰      | ۱۴        | ۳           | جیل الیس      |
| ۲۰۱۹  | قهرمان      | ۷       | ۷     | ۰       | ۰      | ۲۶        | ۳           | جیل الیس      |
| مجموع | ۸/۸         | ۵۰      | ۴۰    | ۶       | ۴      | ۱۳۸       | ۳۸          |               |

#### بازی‌های المپیک
تیم فوتبال زنان آمریکا در تمامی مسابقات المپیک تا سال ۲۰۱۶ حضور داشته است و تا آن سال به بازی فینال رسیده است. در المپیک ۲۰۱۶ آنها در دیدار یک چهارم نهایی و در ضربات پنالتی به سوئد باختند.
| سال   | نتیجه                                | بازی‌های                              | بردها                                | تساوی‌ها                              | باخت‌ها                               | گل‌های زده                            | گل‌های خورده                          | مربی                                 |
| ----- | ------------------------------------ | ------------------------------------ | ------------------------------------ | ------------------------------------ | ------------------------------------ | ------------------------------------ | ------------------------------------ | ------------------------------------ |
| ۱۹۹۶  | مدال طلا                             | ۵                                    | ۴                                    | ۱                                    | ۰                                    | ۹                                    | ۳                                    | تونی دیسیکو                          |
| ۲۰۰۰  | مدال نقره                            | ۵                                    | ۳                                    | ۱                                    | ۱                                    | ۹                                    | ۵                                    | آپریل هینریخس                        |
| ۲۰۰۴  | مدال طلا                             | ۶                                    | ۵                                    | ۱                                    | ۰                                    | ۱۲                                   | ۴                                    | آپریل هینریخس                        |
| ۲۰۰۸  | مدال طلا                             | ۶                                    | ۵                                    | ۰                                    | ۱                                    | ۱۲                                   | ۵                                    | پیا سوندهاگه                         |
| ۲۰۱۲  | مدال طلا                             | ۶                                    | ۶                                    | ۰                                    | ۰                                    | ۱۶                                   | ۶                                    | پیا سوندهاگه                         |
| ۲۰۱۶  | مقام پنجم                            | ۴                                    | ۲                                    | ۲                                    | ۰                                    | ۶                                    | ۳                                    | جیل الیس                             |
| ۲۰۲۰  | معین خواهد شد-تاکنون انتخاب نشده است | معین خواهد شد-تاکنون انتخاب نشده است | معین خواهد شد-تاکنون انتخاب نشده است | معین خواهد شد-تاکنون انتخاب نشده است | معین خواهد شد-تاکنون انتخاب نشده است | معین خواهد شد-تاکنون انتخاب نشده است | معین خواهد شد-تاکنون انتخاب نشده است | معین خواهد شد-تاکنون انتخاب نشده است |
| ۲۰۲۴  | معین خواهد شد-تاکنون انتخاب نشده است | معین خواهد شد-تاکنون انتخاب نشده است | معین خواهد شد-تاکنون انتخاب نشده است | معین خواهد شد-تاکنون انتخاب نشده است | معین خواهد شد-تاکنون انتخاب نشده است | معین خواهد شد-تاکنون انتخاب نشده است | معین خواهد شد-تاکنون انتخاب نشده است | معین خواهد شد-تاکنون انتخاب نشده است |
| ۲۰۲۸  | از طریق میزبانی صعود کرد             | از طریق میزبانی صعود کرد             | از طریق میزبانی صعود کرد             | از طریق میزبانی صعود کرد             | از طریق میزبانی صعود کرد             | از طریق میزبانی صعود کرد             | از طریق میزبانی صعود کرد             | از طریق میزبانی صعود کرد             |
| مجموع | ۶/۶                                  | ۳۳                                   | ۲۶                                   | ۵                                    | ۲                                    | ۶۳                                   | ۲۵                                   |                                      |

### مسابقات کوچک

#### جام طلایی کونکاکاف
| سال   | نتیجه      | بازی‌ها     | بردها      | تساوی‌ها    | باخت‌ها     | گل‌های زده  | گل‌های خورده | مربی          |
| ----- | ---------- | ---------- | ---------- | ---------- | ---------- | ---------- | ----------- | ------------- |
| ۱۹۹۱  | قهرمان     | ۵          | ۵          | ۰          | ۰          | ۴۹         | ۰           | آنسون دورانس  |
| 1993  | قهرمان     | ۳          | ۳          | ۰          | ۰          | ۱۳         | ۰           | آنسون دورانس  |
| 1994  | قهرمان     | ۴          | ۴          | ۰          | ۰          | ۱۶         | ۱           | تونی دیسیکو   |
| 1998  | شرکت نکرد۱ | شرکت نکرد۱ | شرکت نکرد۱ | شرکت نکرد۱ | شرکت نکرد۱ | شرکت نکرد۱ | شرکت نکرد۱  | شرکت نکرد۱    |
| 2000  | قهرمان     | ۵          | ۴          | ۱          | ۰          | ۲۴         | ۱           | آپریل هینریخس |
| 2002  | قهرمان     | ۵          | ۵          | ۰          | ۰          | ۲۴         | ۱           | آپریل هینریخس |
| 2006  | قهرمان     | ۲          | ۲          | ۰          | ۰          | ۴          | ۱           | گرگ رایان     |
| 2010  | مقام سوم   | ۵          | ۴          | ۰          | ۱          | ۲۲         | ۲           | پیا سوندهاگه  |
| 2014  | قهرمان     | ۵          | ۵          | ۰          | ۰          | ۲۱         | ۰           | جیل الیس      |
| 2018  | قهرمان     | ۵          | ۵          | ۰          | ۰          | ۲۶         | ۰           | جیل الیس      |
| مجموع | ۹/۱۰       | ۳۹         | ۳۷         | ۱          | ۱          | ۱۹۹        | ۶           |               |

1 The US team directly qualified for the جام جهانی فوتبال زنان ۱۹۹۹ as hosts of the event. Because of this, they did not participate in the 1998 CONCACAF Championship, which was the qualification tournament for the World Cup.

#### جام آلگاروه
| سال   | نتیجه       | بازی‌ها    | بردها     | تساوی‌ها   | باخت‌ها    | گل‌های زده | گل‌های خورده | مربی          |
| ----- | ----------- | --------- | --------- | --------- | --------- | --------- | ----------- | ------------- |
| ۱۹۹۴  | نایب قهرمان | ۳         | ۲         | ۰         | ۱         | ۶         | ۱           | تونی دیسیکو   |
| ۱۹۹۵  | مقام چهارم  | ۴         | ۲         | ۱         | ۱         | ۸         | ۵           | تونی دیسیکو   |
| 1996  | شرکت نکرد   | شرکت نکرد | شرکت نکرد | شرکت نکرد | شرکت نکرد | شرکت نکرد | شرکت نکرد   | شرکت نکرد     |
| ۱۹۹۷  | شرکت نکرد   | شرکت نکرد | شرکت نکرد | شرکت نکرد | شرکت نکرد | شرکت نکرد | شرکت نکرد   | شرکت نکرد     |
| ۱۹۹۸  | مقام سوم    | ۴         | ۳         | ۰         | ۱         | ۱۰        | ۶           | تونی دیسیکو   |
| ۱۹۹۹  | نایب قهرمان | ۴         | ۲         | ۱         | ۱         | ۸         | ۴           | تونی دیسیکو   |
| ۲۰۰۰  | قهرمان      | ۴         | ۴         | ۰         | ۰         | ۱۱        | ۱           | آپریل هینریخس |
| ۲۰۰۱  | مقام ششم    | ۴         | ۱         | ۰         | ۳         | ۵         | ۹           | آپریل هینریخس |
| ۲۰۰۲  | مقام پنجم   | ۴         | ۲         | ۱         | ۱         | ۸         | ۶           | آپریل هینریخس |
| ۲۰۰۳  | قهرمان      | ۴         | ۲         | ۲         | ۰         | ۵         | ۲           | آپریل هینریخس |
| ۲۰۰۴  | قهرمان      | ۴         | ۳         | ۰         | ۱         | ۱۱        | ۵           | آپریل هینریخس |
| ۲۰۰۵  | قهرمان      | ۴         | ۴         | ۰         | ۰         | ۹         | ۰           | گرگ رایان     |
| ۲۰۰۶  | نایب قهرمان | ۴         | ۲         | ۲         | ۰         | ۹         | ۱           | گرگ رایان     |
| ۲۰۰۷  | قهرمان      | ۴         | ۴         | ۰         | ۰         | ۸         | ۳           | گرگ رایان     |
| ۲۰۰۸  | قهرمان      | ۴         | ۴         | ۰         | ۰         | ۱۲        | ۱           | پیا سوندهاگه  |
| ۲۰۰۹  | نایب قهرمان | ۴         | ۳         | ۱         | ۰         | ۵         | ۱           | پیا سوندهاگه  |
| ۲۰۱۰  | قهرمان      | ۴         | ۴         | ۰         | ۰         | ۹         | ۳           | پیا سوندهاگه  |
| ۲۰۱۱  | قهرمان      | ۴         | ۴         | ۰         | ۰         | ۱۲        | ۳           | پیا سوندهاگه  |
| ۲۰۱۲  | مقام سوم    | ۴         | ۳         | ۰         | ۱         | ۱۱        | ۲           | پیا سوندهاگه  |
| ۲۰۱۳  | قهرمان      | ۴         | ۳         | ۱         | ۰         | ۱۱        | ۱           | تام سرمانی    |
| ۲۰۱۴  | مقام هفتم   | ۴         | ۱         | ۱         | ۲         | ۷         | ۷           | تام سرمانی    |
| ۲۰۱۵  | قهرمان      | ۴         | ۳         | ۱         | ۰         | ۷         | ۱           | جیل الیس      |
| مجموع | ۲۰/۲۲       | ۷۹        | ۵۶        | ۱۱        | ۱۲        | ۱۷۲       | ۶۲          |               |

#### جام شی‌بیلیوز
| سال   | نتیجه       | بازی‌ها | بردها | تساوی‌ها | باخت‌ها | گل‌های زده | گل‌های خورده | مربی              |
| ----- | ----------- | ------ | ----- | ------- | ------ | --------- | ----------- | ----------------- |
| ۲۰۱۶  | قهرمان      | ۳      | ۳     | ۰       | ۰      | ۴         | ۱           | جیل الیس          |
| ۲۰۱۷  | مقام چهارم  | ۳      | ۱     | ۰       | ۲      | ۱         | ۴           | جیل الیس          |
| ۲۰۱۸  | قهرمان      | ۳      | ۲     | ۱       | ۰      | ۳         | ۱           | جیل الیس          |
| ۲۰۱۹  | نایب قهرمان | ۳      | ۱     | ۲       | ۰      | ۵         | ۴           | جیل الیس          |
| ۲۰۲۰  | قهرمان      | ۳      | ۳     | ۰       | ۰      | ۶         | ۱           | ولاتکو آندونوفسکی |
| ۲۰۲۱  | قهرمان      | ۳      | ۳     | ۰       | ۰      | ۹         | ۰           | ولاتکو آندونوفسکی |
| مجموع | ۶/۶         | ۱۵     | ۱۳    | ۳       | ۲      | ۲۸        | ۱۱          |                   |

#### مسابقات ملل
مسابقات جام ملل یک تورنومنت جهانی دعوتی فوتبال زنان برای تیمهای ملی بود که به میزبانی ایالات متحده آمریکا و درسالهایی که مسابقات المپیک و جام جهانی نبود انجام می‌شد.
| تاریخچهٔ مسابقات ملل | تاریخچهٔ مسابقات ملل | تاریخچهٔ مسابقات ملل | تاریخچهٔ مسابقات ملل | تاریخچهٔ مسابقات ملل | تاریخچهٔ مسابقات ملل | تاریخچهٔ مسابقات ملل | تاریخچهٔ مسابقات ملل | تاریخچهٔ مسابقات ملل |
| سال                 | نتیجه               | بازی‌ها              | بردها               | تساوی‌ها             | باخت‌ها گل‌های        | گل‌های زده           | گل‌های خورده         | مربی                |
| ------------------- | ------------------- | ------------------- | ------------------- | ------------------- | ------------------- | ------------------- | ------------------- | ------------------- |
| ۲۰۱۷                | نایب قهرمان         | ۳                   | ۲                   | ۰                   | ۱                   | ۷                   | ۴                   | جیل الیس            |
| ۲۰۱۸                | قهرمان              | ۳                   | ۲                   | ۱                   | ۰                   | ۹                   | ۴                   | جیل الیس            |
| مجموع               | ۲/۲                 | ۶                   | ۴                   | ۱                   | ۱                   | ۱۶                  | ۸                   |                     |

## رکورد بازیکنان
تا تاریخ ۷ ژوئیه ۲۰۱۹. بازیکنان فعال با حروف ضخیم نمایش داده شده‌اند.
در مارس ۲۰۰۴, میا هام و میچل ایکرز تنها دو زن و تنها دو آمریکایی بودند که به این نام برده شدند فیفا ۱۰۰,فهرستی از 125 بهترین بازیکن زنده فوتبال که توسط پله (بازیکن فوتبال) به عنوان بخشی از فیفا'مراسم صدمین سالگرد 
USWNT All-Time Best XI در دسامبر 2013 توسط فدراسیون فوتبال ایالات متحده انتخاب شد :
- دروازه‌بان: بریانا اسکری
- مدافعان: برندی کاستین، کارلا اوربک، کریستی رامپون، جوی فاست
- هافبک‌ها: کریستین لیلی، میچل ایکرز، جولی فائودی
- مهاجمان: میا هام، ابی وامباک، الکس مورگان[۶۳]

| رتبه | بازیکن        | تعداد بازی | تعداد گل زده | سال‌ها     |
| ---- | ------------- | ---------- | ------------ | --------- |
| ۱    | کریستین لیلی  | ۳۵۴        | ۱۳۰          | ۱۹۸۷–۲۰۱۰ |
| ۲    | کریستی رامپون | ۳۱۱        | ۴            | ۱۹۹۷–۲۰۱۵ |
| ۳    | کارلی لوید    | ۲۸۱        | ۱۱۳          | ۲۰۰۵–     |
| ۴    | میا هام       | ۲۷۶        | ۱۵۸          | ۱۹۸۷–۲۰۰۴ |
| ۵    | جولی فائودی   | ۲۷۴        | ۴۵           | ۱۹۸۸–۲۰۰۴ |
| ۶    | ابی وامباک    | ۲۵۶        | ۱۸۴          | ۲۰۰۱–۲۰۱۵ |
| ۷    | جوی فاست      | ۲۴۱        | ۲۷           | ۱۹۸۷–۲۰۰۴ |
| ۸    | هدر اورایلی   | ۲۳۱        | ۴۷           | ۲۰۰۲–۲۰۱۶ |
| ۹    | تیفنی میلبرت  | ۲۰۶        | ۱۰۰          | ۱۹۹۱–۲۰۰۵ |
| ۱۰   | هوپ سولو      | ۲۰۲        | ۰            | ۲۰۰۰–۲۰۱۶ |

| رتبه | بازیکن           | گل زده | تعداد بازی | سال       | میانگین |
| ---- | ---------------- | ------ | ---------- | --------- | ------- |
| ۱    | ابی وامباک       | 184    | ۲۵۶        | ۲۰۰۱–۲۰۱۵ | ۰٫۷۲    |
| ۲    | میا هام          | ۱۵۸    | ۲۷۶        | ۱۹۸۷–۲۰۰۴ | ۰٫۵۷    |
| ۳    | کریستین لیلی     | ۱۳۰    | ۳۵۴        | ۱۹۸۷–۲۰۱۰ | ۰٫۳۷    |
| ۴    | کارلی لوید       | ۱۱۳    | ۲۸۱        | ۲۰۰۵–     | ۰٫۴۰    |
| ۵    | میچل ایکرز       | ۱۰۷    | ۱۵۵        | ۱۹۸۵–۲۰۰۰ | ۰٫۶۹    |
| ۶    | الکس مورگان      | ۱۰۷    | ۱۶۹        | ۲۰۱۰–     | ۰٫۶۳    |
| ۷    | تیفنی میلبرت     | ۱۰۰    | ۲۰۶        | ۱۹۹۱–۲۰۰۵ | ۰٫۴۹    |
| ۸    | سیندی پارلو کون  | ۷۵     | ۱۵۸        | ۱۹۹۶–۲۰۰۴ | ۰٫۴۷    |
| ۹    | شانون مک‌میلان    | ۶۰     | ۱۷۶        | ۱۹۹۳–۲۰۰۵ | ۰٫۳۴    |
| ۱۰   | کرین جنینگز-گبرا | ۵۶     | ۱۱۹        | ۱۹۸۷–۱۹۹۶ | ۰٫۴۷    |

| رتبه | بازیکن           | پاس گل | تعداد بازی ملی | سال‌های فعالیت در تیم ملی | میانگین |
| ---- | ---------------- | ------ | -------------- | ------------------------ | ------- |
| ۱    | میا هام          | ۱۴۵    | ۲۷۶            | ۱۹۸۷–۲۰۰۴                | ۰٫۵۳    |
| ۲    | کریستین لیلی     | ۱۰۶    | ۳۵۴            | ۱۹۸۷–۲۰۱۰                | ۰٫۳۰    |
| ۳    | ابی وامباک       | ۷۳     | ۲۵۶            | ۲۰۰۱–۲۰۱۵                | ۰٫۲۹    |
| ۴    | تیفنی میلبرت     | ۶۴     | ۲۰۶            | ۱۹۹۱–۲۰۰۵                | ۰٫۳۱    |
| ۵    | مگان رپینو       | ۵۹     | ۱۵۸            | ۲۰۰۶–                    | ۰٫۳۷    |
| ۶    | جولی فائودی      | ۵۵     | ۲۷۴            | ۱۹۸۸–۲۰۰۴                | ۰٫۲۰    |
| ۷    | کارلی لوید       | ۵۲     | ۲۸۱            | ۲۰۰۵–                    | ۰٫۱۹    |
| ۷    | هدر اورایلی      | ۵۲     | ۲۳۱            | ۲۰۰۲–۲۰۱۶                | ۰٫۲۳    |
| ۹    | شانون مک‌میلان    | ۵۰     | ۱۷۷            | ۱۹۹۳–۲۰۰۵                | ۰٫۲۸    |
| ۱۰   | کرین جنینگز-گبرا | ۴۸     | ۱۱۹            | ۱۹۸۷–۱۹۹۶                | ۰٫۴۰    |

| سال‌های کاپیتانی | بازیکن        | تعداد بازی ملی | گل‌های زده | سال‌های فعالیت در تیم ملی |
| --------------- | ------------- | -------------- | --------- | ------------------------ |
| ۱۹۸۵            | دنیس بندر     | ۴              | ۰         | ۱۹۸۵                     |
| ۱۹۸۶–۱۹۸۷       | امیلی پیکرینگ | ۱۵             | ۲         | ۱۹۸۵–۱۹۹۲                |
| ۱۹۸۸–۱۹۹۱       | لوری هنری     | ۳۹             | ۳         | ۱۹۸۵–۱۹۹۱                |
| ۱۹۹۱            | آپریل هینریخس | ۴۶             | ۳۵        | ۱۹۸۶–۱۹۹۱                |
| ۱۹۹۳–۲۰۰۰       | کارلا اوربک   | ۱۷۰            | ۴         | ۱۹۸۸–۲۰۰۰                |
| ۲۰۰۰–۲۰۰۴       | جولی فائودی   | ۲۷۴            | ۴۵        | ۱۹۸۷–۲۰۰۴                |
| ۲۰۰۰–۲۰۰۴       | جوی فاست      | ۲۴۱            | ۲۷        | ۱۹۸۷–۲۰۰۴                |
| ۲۰۰۴–۲۰۰۸       | کریستین لیلی  | ۳۵۴            | ۱۳۰       | ۱۹۸۷–۲۰۱۰                |
| ۲۰۰۸–۲۰۱۵       | کریستی رامپون | ۳۱۱            | ۴         | ۱۹۹۷–۲۰۱۵                |
| ۲۰۱۶–۲۰۱۸       | بکی سائربرن   | ۱۶۴            | ۰         | ۲۰۰۸–                    |
| ۲۰۱۶–           | کارلی لوید    | ۲۸۱            | ۱۱۳       | ۲۰۰۵–                    |
| ۲۰۱۸–           | الکس مورگان   | ۱۶۹            | ۱۰۷       | ۲۰۱۰–                    |
| ۲۰۱۸–           | مگان رپینو    | ۱۵۸            | ۵۰        | ۲۰۰۶–                    |

| بازیکن       | تاریخ          | حریف            | مکان                               | رقابت                              | زمان قرار گرفتن در ترکیب تیم |
| ------------ | -------------- | --------------- | ---------------------------------- | ---------------------------------- | ---------------------------- |
| برندی کاستین | ۱۸ آوریل ۱۹۹۱  | مکزیک           | پورتو پرنس، هائیتی                 | جام طلایی کونکاکاف زنان ۱۹۹۱       | تعویضی                       |
| میچل ایکرز   | ۲۴ نوامبر ۱۹۹۱ | تایوان          | فوشان، چین                         | جام جهانی فوتبال ۱۹۹۱              | از آغاز بازی                 |
| تیفنی میلبرت | ۲ نوامبر ۲۰۰۲  | پاناما          | سیاتل، ایالات متحده آمریکا         | 2002 CONCACAF Gold Cup             | از آغاز بازی                 |
| ابی وامباک   | ۲۳ اکتبر ۲۰۰۴  | جمهوری ایرلند   | هیوستون، ایالات متحده آمریکا       | بازی دوستانه                       | از آغاز بازی                 |
| ایمی رودریگز | ۲۰ ژانویه ۲۰۱۲ | جمهوری دومینیکن | ونکوور، کانادا                     | 2012 Olympic Qualifying Tournament | تعویضی (۴۶')                 |
| سیدنی لرو    | ۲۲ ژانویه ۲۰۱۲ | گواتمالا        | ونکوور، کانادا                     | 2012 Olympic Qualifying Tournament | تعویضی (۴۶')                 |
| کریستال دان  | ۱۵ فوریه ۲۰۱۶  | پورتوریکو       | فریسکو، تگزاس، ایالات متحده آمریکا | 2016 Olympic Qualifying Tournament | از آغاز بازی                 |
| الکس مورگان  | ۱۱ ژوئین ۲۰۱۹  | تایلند          | رنس، فرانسه                        | جام جهانی فوتبال ۲۰۱۹              | از آغاز بازی                 |

The goal record is five for most scored in a match by a member of the USWNT, which has been accomplished by eight players.

## سرمربیان
تا تاریخ ژوئیه ۷, ۲۰۱۹
| نام           | سال‌ها              | بازی‌ها | برد | تساوی | باخت | برد % | امتیاز÷بازی | جام جهانی | بازی‌های المپیک |
| ------------- | ------------------ | ------ | --- | ----- | ---- | ----- | ----------- | --------- | -------------- |
| Mike Ryan     | ۱۹۸۵               | ۴      | ۰   | ۱     | ۳    | .۱۲۵  | ۰٫۲۵        | 0         | ۰              |
| آنسون دورانس  | ۱۹۸۶–۱۹۹۴          | ۹۲     | ۶۵  | ۵     | ۲۲   | .۷۳۴  | ۲٫۱۷        | 3.        | 0.             |
| تونی دیسیکو   | ۱۹۹۴–۱۹۹۹          | ۱۲۱    | ۱۰۵ | ۸     | ۸    | .۹۰۱  | ۲٫۶۶        | 4.        | 3.             |
| Lauren Gregg  | ۱۹۹۷, ۲۰۰۰         | ۳      | ۲   | ۱     | ۰    | .۸۳۳  | ۲٫۳۳        |           |                |
| آپریل هینریخس | ۲۰۰۰–۲۰۰۴          | ۱۲۴    | ۸۷  | ۲۰    | ۱۷   | .۷۸۲  | ۲٫۲۷        | 1.        | 5.             |
| گرگ رایان     | ۲۰۰۵–۲۰۰۷          | ۵۵     | ۴۵  | ۹     | ۱    | .۹۰۰  | ۲٫۶۲        | 1.        | 0              |
| پیا سوندهاگه  | ۲۰۰۷–۲۰۱۲          | ۱۰۷    | ۹۱  | ۱۰    | ۶    | .۸۹۷  | ۲٫۶۴        | 2.        | 6.             |
| تام سرمانی    | ۲۰۱۳–۲۰۱۴          | ۲۴     | ۱۸  | ۴     | ۲    | .۸۳۳  | ۲٫۴۲        | 0         | ۰              |
| جیل الیس      | ۲۰۱۲, ۲۰۱۴–تا کنون | ۱۲۷    | ۱۰۲ | ۱۸    | ۷    | .۸۷۴  | ۲٫۵۵        | 3.        | ۵ام            |
| مجموع         | مجموع              | ۶۵۷    | ۵۱۵ | ۷۶    | ۶۶   | .۸۴۲  | ۲٫۴۷        |           |                |

## طرح‌های پیشین و کنونی لباس‌های تیم
USWNT ترکیبی از قرمز، سفید، یا آبی (رنگ های پرچم ایالات متحده آمریکا) در اکثر سال ها، به استثنای یک پیراهن طلا در سال 2007, یک پیراهن مشکی در سال 2011, و تریم مشکی با جوراب سبز نئون برای جام جهانی 2015. در سال 2012، تیم شروع به پوشیدن لباس مشابه کرد تیم ملی فوتبال ایالات متحده آمریکا،  با طرح حلقه قرمز و سفید شروع می شود. نایکی در سال 1995 تامین کننده کیت برای فوتبال ایالات متحده شد. با توافق نامه ای که در دسامبر 2013 برای تمدید حمایت مالی تا سال 2022 امضا شد. USWNT شروع به پوشیدن دو نفر کرد ستاره (نشان فوتبال) از سال 1999 به معنای دو خود عناوین جام جهانی. ستاره سوم پس از سومین قهرمانی آنها در جام جهانی در جولای 2015 اضافه شد.
| 1986–1996 home         | ۱۹۸۶–۱۹۹۶      | ۱۹۹۱–۱۹۹۴              | ۱۹۹۱–۱۹۹۴       | ۱۹۹۱–۱۹۹۸              | ۱۹۹۹ خانگی     |
| ۱۹۹۹ خارج از خانه      | ۱۹۹۹–۲۰۰۴      | ۲۰۰۰–۲۰۰۲              | ۲۰۰۳            | 2003                   | ۲۰۰۴           |
| ۲۰۰۴                   | 2005–2007 home | ۲۰۰۵–۲۰۰۷ خارج از خانه | ۲۰۰۷–۲۰۰۹ خانگی | 2007–2009 home         | 2007–2008 away |
| ۲۰۰۸–۲۰۰۹ خارج از خانه | ۲۰۱۰–۲۰۱۱ خاگی | ۲۰۱۰–۲۰۱۱ خارج از خانه | ۲۰۱۱–۲۰۱۲ خانگی | ۲۰۱۱–۲۰۱۲ خارج از خانه | 2012–2013 home |
| 2012–2013 away         | 2013 home      | 2014– 2015 home        | 2014–2015 away  | ۲۰۱۵–۲۰۱۶ خانگی        | 2015–2016 away |
| ۲۰۱۶– خانگی            | 2016– away     | 2017 Third             | 2019 Home       | 2019 Away              |                |

## افتخارات
| - جام جهانی فوتبال زنان قهرمان: ۱۹۹۱, ۱۹۹۹, ۲۰۱۵, ۲۰۱۹ نایب قهرمان: جام جهانی فوتبال زنان ۲۰۱۱ مقام سوم: ۱۹۹۵, ۲۰۰۳, ۲۰۰۷ - فوتبال در بازی‌های المپیک تابستانی مدال طلای: ۱۹۹۶، ۲۰۰۴، ۲۰۰۸، ۲۰۱۲ مدال نقرهٔ: ۲۰۰۰ - جام طلایی کونکاکاف زنان قهرمان: ۱۹۹۱, ۱۹۹۳, ۱۹۹۴, ۲۰۰۰, ۲۰۰۲, ۲۰۰۶, ۲۰۱۴, ۲۰۱۸ ۲۰۲۲ مقام سوم: ۲۰۱۰ - مسابقات انتخابی المپیک زنان کونکاکاف قهرمان: ۲۰۰۴, ۲۰۰۸, ۲۰۱۲, ۲۰۱۶ - جام آلگاروه قهرمان: ۲۰۰۰, ۲۰۰۳, ۲۰۰۴, ۲۰۰۵, ۲۰۰۷, ۲۰۰۸, ۲۰۱۰, ۲۰۱۱, ۲۰۱۳, ۲۰۱۵ | - جام ایالات متحده قهرمان: ۱۹۹۵, ۱۹۹۶, ۱۹۹۷, ۱۹۹۸, ۱۹۹۹, ۲۰۰۰, ۲۰۰۲ - مسابقات چهار کشور قهرمان: ۱۹۹۸, ۲۰۰۳, ۲۰۰۴, ۲۰۰۶, ۲۰۰۷, ۲۰۰۸, ۲۰۱۱ - جام ملکه صلح قهرمان: ۲۰۰۶, ۲۰۰۸ - جام آلبنا قهرمان: ۱۹۹۱ - جام شی‌بیلیوز قهرمان: ۲۰۱۶, ۲۰۱۸ - مسابقات ملل قهرمان: ۲۰۱۸ - مسابقات صدمین سالگرد فدراسیون فوتبال آلمان قهرمان: ۲۰۰۰ - جام پاسیفیک قهرمان: ۲۰۰۰ - جام برزیل قهرمان: ۱۹۹۶ | - جام آمریکای شمالی قهرمان: ۱۹۹۰ - جام کانادا قهرمان: ۱۹۹۰ - جام استرالیا قهرمان: ۲۰۰۰ - مسابقات بین‌المللی قهرمان: ۱۹۹۵ - جام چیکیتا قهرمان: ۱۹۹۴ - مسابقات سه ملت قهرمان: ۱۹۹۴ - بازی‌های گودویل قهرمان: ۱۹۹۸ - جام کلمبوس قهرمان: ۱۹۹۳ |